# Ганс-Йоахім Кляйн (плавець)
Ганс-Йоахім Кляйн (нім. Hans-Joachim Klein, 20 серпня 1942) — німецький плавець.
Призер Олімпійських Ігор 1964 року, учасник 1960 року.
Переможець літньої Універсіади 1963, 1965 років.